# Вітторе Готтарді
Вітторе Готтарді (італ. Vittore Gottardi, 24 вересня 1941, Казлано — 18 грудня 2015, Джентіліно) — швейцарський футболіст, що грав на позиції півзахисника.
Виступав, зокрема, за клуб «Лозанна», а також національну збірну Швейцарії.

## Клубна кар'єра
У дорослому футболі дебютував 1959 року виступами за команду «Лугано», в якій провів два сезони, в другому з яких забив 23 у другому дивізіоні країни, ставши найкращим бомбардиром турніру, чим привернув увагу представників тренерського штабу клубу «Лозанна», до складу якого приєднався 1962 року. Відіграв за швейцарську команду наступні два сезони своєї ігрової кар'єри. 
З новою командою 1964 року Готтарді виграв Кубок Швейцарії, забивши один з голів у фіналі, незабаром після чого повернувся назад до «Лугано» і протягом 1965—1968 років знову захищав кольори клубу, вигравши у сезоні 1967/68 Кубок Швейцарії і з цією командою.
Завершив ігрову кар'єру у команді «Беллінцона», за яку виступав протягом 1968—1970 років. У складі цієї команди теж грав у фіналі кубка, але втретє здобути трофей Вітторе не вдалось, оскільки його команда поступилась у вирішальному матчі «Санкт-Галлену» (0:2).

## Виступи за збірну
Не провівши жодної гри у складі національної збірної Швейцарії, Готтарді був включений до заявки на чемпіонат світу 1966 року в Англії, де 16 липня дебютував в офіційних матчах за збірну в грі проти Іспанії (1:2) в Шеффілді. За 4 дні Вітторе зіграв свій другий і останній матч на турнірі, проти Аргентини (0:2). Після мундіалю зіграв ще у двох іграх у формі головної команди країни.
Помер 18 грудня 2015 року на 75-му році життя у місті Джентіліно.

## Титули і досягнення
- Володар Кубка Швейцарії (2):

«Лозанна»: 1963–64
«Лугано»: 1967–68